# Apercepció
Apercepció és un terme introduït pel pensador Leibniz (1646 - 1716) per a definir una forma particular de la percepció: la percepció acompanyada de la consciència o "percepció de la percepció". Implica posar ordre en les dades sensorials de la percepció com a pas previ a atorgar-los un significat. Aquest ordre es fa segons l'experiència prèvia de fenòmens similars i és un dels processos centrals de la metacognició.